# Andrew Gemant
Andreas Gemant, nascido Andreas Gyemant (Oradea, na época Hungria, 27 de julho de 1895 – Detroit, 1 de fevereiro de 1983) foi um físico austro-estadunidense.

## Vida e atividadde
Filho de Eugen Gyemant e Vilma, nascida Berkow. Gemant participou da Primeira Guerra Mundial como estudante de medicina do
real e imperial exército austro-húngaro. Em 1919 formou-se em medicina na Universidade Eötvös Loránd. De 1920 a 1922 estudou na Universidade de Berlim. Durante esta época trabalhou nos laboratórios de Leonor Michaelis e Herbert Max Finlay Freundlich. Em 1922 obteve um doutorado em física. Obteve uma habilitação em físico-química. De 1925 a 1932 trabalhou na área de pesquisa da Siemens-Schuckert Kabelwerke em Berlim e foi ao mesmo tempo de 1928 a 1933 docente privado de técnica de alta tensão da Universidade Técnica de Berlim. De 1932 a 1933 trabalhou então por pouco tempo no Instituto Heinrich Hertz.
Em 1933 emigrou para o Reino Unido. Trabalhou no Laboratório de Engenharia da Universidade de Oxford, onde permaneceu até 1937.
Em 198 foi para os Estados Unidos, onde pesquisou inicialmente de 1938 a 1939 no Departamento de Engenharia Elétrica da Universidade do Wisconsin. De 1940 a 1960 trabalhou como físico na Detroit Edison Company. Foi de 1961 a 1971 pesquisador associado do Grace Hospital em Detroit. Finalmente trabalhou de 1972 a 1983 no Departamento de Bioquímica da Wayne State University.
O Prêmio Andrew Gemant é denominado em sua memória.

## Obras
- Der Frequenzgang der Durchschlagsspannung im Wärmegebiet, 1934 (com Karl Willy Wagner).